# Cristiano Roland
Cristiano Rocha Canedo Roland (sinh ngày 4 tháng 10 năm 1976), được gọi đơn giản là Cristiano Roland, là một huấn luyện viên và cựu cầu thủ bóng đá chuyên nghiệp người Brasil.
Cristiano bắt đầu sự nghiệp tại câu lạc bộ Grêmio và chuyển đến Vasco da Gama vào năm 1996. Một năm sau, anh cùng đội bóng đã giành được Brasileirão. Năm 1998, anh ký hợp đồng với Beira-Mar, cùng câu lạc bộ này giành 1 Cúp quốc gia Bồ Đào Nha vào năm 1999 trước khi chuyển đến Benfica vào năm 2002, nơi anh tiếp tục giành được 1 Cúp Bồ Đào Nha khác vào năm 2004. Năm 2007, anh chuyển đến V.League 1, chơi cho Hà Nội T&T và giành được 2 chức vô địch V.League và 1 siêu cúp quốc gia.

## Sự nghiệp
Sinh ra ở Porto Alegre, Cristiano Roland bắt đầu tại Grêmio vào năm 1994 và dành hai năm trong hệ thống thanh thiếu niên của họ. Năm 1996, anh chuyển đến Vasco da Gama và giúp họ giành được Brasileirão vào năm 1997. Sau một thời gian ngắn trở lại Grêmio, Cristiano chuyển ra nước ngoài và gia nhập Beira-Mar vào năm 1998. Anh đã được sử dụng một cách thưa thớt vào năm đầu tiên kết quả: xuống hạng ở Primeira Divisão và chinh phục Cup Bồ Đào Nha. Ảnh hưởng của anh ấy tăng lên trong ba mùa tiếp theo và anh ấy được biết đến như một chuyên gia đá phạt. Trong mùa giải 2000 – 2001, Cristiano đã ghi ba bàn thắng, hai trong số đó chống lại Porto và trong cả hai lần, Beira-Mar đều giành chiến thắng. Vào tháng 6 năm 2002, Benfica đã ký cho anh ta một hợp đồng bốn năm, với Diogo Luís và Toni đi theo hướng khác về các hợp đồng cho vay. Ngay từ sớm, Cristiano đã phải vật lộn với sự cạnh tranh từ Ricardo Rocha, và trong những dịp, Cabral. Anh chỉ ra mắt vào ngày 3 tháng 11 năm 2002 trong trận đấu với Santa Clara, nhưng với sự xuất hiện của Jose Antonio Camacho, anh bắt đầu chơi thường xuyên hơn, kết thúc mùa giải với 14 lần ra sân. Mùa giải tiếp theo, Cristiano đã tái hợp với Jesualdo Ferreira tại Braga, nhưng hợp đồng cho mượn đã thất bại. Tuy nhiên, Cristiano đã bắt đầu 8 trận đấu trong nửa đầu mùa giải, cho đến khi Fyssas xuất hiện vào tháng Giêng. Từ đó trở đi, anh trở thành một cầu thủ băng ghế dự bị và không bao giờ trở lại mười một bắt đầu. Vào tháng Năm, anh ấy đã thêm chiếc cúp thứ hai của mình ở Bồ Đào Nha, sau khi giành chiến thắng 2003 200304 Taça de Bồ Đào Nha. Vào tháng 7 năm 2004, anh được cho Belenenses mượn trong một năm. Ban đầu, anh là một người khởi đầu không thể tranh cãi khi chơi sáu trận liên tiếp, nhưng chấn thương vào cuối tháng 10, khiến anh mất vị trí của mình trước Cabral và José Sousa. Vào năm 2005, 06, Cristiano không thể tìm thấy một đội và được đưa vào Benfica B, nhưng đã chấm dứt hợp đồng vào cuối tháng 9 năm 2005. Sau Benfica, anh ấy đã dành một thời gian tại Juventude ở Série A, trước khi chuyển đến Atromitos ở giải đấu Hy Lạp. Anh chơi cho T&T Hà Nội năm 2007 và trở lại Beira-Mar vào tháng 7 năm 2008, chơi 26 trận ở Liga de Honra. Năm 2009, Cristiano chuyển trở lại Hà Nội T&T và giành chức vô địch vào năm 2010 và 2013, nghỉ hưu vào năm 2013. Vào tháng 8 năm 2015, anh ấy đã nghỉ hưu ở vị trí thứ ba tại Beira-Mar, sau khi họ bị xuống hạng ở giải hạng hai của Aveiro FA.